# Agustín Torassa
Agustín Gonzalo Torassa (Resistencia, 20 ottobre 1988) è un calciatore argentino, attaccante dell'Afragolese.

## Caratteristiche tecniche
È un'ala destra.

## Carriera
Ha iniziato la sua carriera con l'All Boys in Argentina. In seguito nella stagione 2007-2008 è stato ceduto in prestito per un anno al Salisburgo, squadra militante nella massima serie del campionato austriaco. Dopo soli 6 mesi ritorna in Argentina, firmando un accordo semestrale con il Chacarita Juniors sempre in prestito.

## Statistiche

### Presenze e reti nei club
Statistiche aggiornate all'8 maggio 2021.
| Stagione                | Squadra                 | Campionato              | Campionato | Campionato | Coppe nazionali | Coppe nazionali | Coppe nazionali | Coppe continentali | Coppe continentali | Coppe continentali | Altre coppe | Altre coppe | Altre coppe | Totale | Totale |
| Stagione                | Squadra                 | Comp                    | Pres       | Reti       | Comp            | Pres            | Reti            | Comp               | Pres               | Reti               | Comp        | Pres        | Reti        | Pres   | Reti   |
| ----------------------- | ----------------------- | ----------------------- | ---------- | ---------- | --------------- | --------------- | --------------- | ------------------ | ------------------ | ------------------ | ----------- | ----------- | ----------- | ------ | ------ |
| 2006-2007               | All Boys                | PBN                     | 15         | 4          | CA              | 0               | 0               | -                  | -                  | -                  | -           | -           | -           | 15     | 4      |
| 2007-gen. 2008          | Salisburgo              | BL                      | 0          | 0          | CA              | 0               | 0               | -                  | -                  | -                  | -           | -           | -           | 0      | 0      |
| gen.-giu. 2008          | Chacarita Juniors       | PBN                     | 10         | 1          | CA              | 0               | 0               | -                  | -                  | -                  | -           | -           | -           | 10     | 1      |
| 2008-2009               | All Boys                | PBN                     | 19         | 2          | CA              | 0               | 0               | -                  | -                  | -                  | -           | -           | -           | 19     | 2      |
| 2009-2010               | All Boys                | PBN                     | 32+1       | 5+0        | CA              | 0               | 0               | -                  | -                  | -                  | -           | -           | -           | 33     | 5      |
| 2010-2011               | All Boys                | PD                      | 19         | 1          | CA              | 0               | 0               | -                  | -                  | -                  | -           | -           | -           | 19     | 1      |
| 2011-2012               | All Boys                | PD                      | 26         | 0          | CA              | 0               | 0               | -                  | -                  | -                  | -           | -           | -           | 26     | 0      |
| 2012-2013               | Tigre                   | PD                      | 11         | 0          | CA              | 0               | 0               | CL+CS              | 2+4                | 0                  | -           | -           | -           | 17     | 0      |
| 2013-2014               | All Boys                | PD                      | 29         | 2          | CA              | 1               | 0               | -                  | -                  | -                  | -           | -           | -           | 30     | 2      |
| Totale All Boys         | Totale All Boys         | Totale All Boys         | 140+1      | 14+0       |                 | 1               | 0               |                    | -                  | -                  |             | -           | -           | 142    | 14     |
| 2014                    | Huracán                 | PBN                     | 6          | 1          | CA              | 3               | 0               | -                  | -                  | -                  | -           | -           | -           | 9      | 1      |
| 2015                    | Huracán                 | PD                      | 14         | 3          | CA              | 1               | 0               | CL+CS              | 8+4                | 0                  | SA          | 1           | 0           | 28     | 3      |
| Totale Huracán          | Totale Huracán          | Totale Huracán          | 20         | 4          |                 | 4               | 0               |                    | 12                 | 0                  |             | 1           | 0           | 37     | 4      |
| gen.-giu. 2016          | Partizani Tirana        | KS                      | 17         | 0          | CA              | 1               | 0               | UEL                | -                  | -                  | -           | -           | -           | 18     | 0      |
| 2016-2017               | Partizani Tirana        | KS                      | 33         | 3          | CA              | 1               | 0               | UCL+UEL            | 4+3                | 0                  | -           | -           | -           | 41     | 3      |
| Totale Partizani Tirana | Totale Partizani Tirana | Totale Partizani Tirana | 50         | 3          |                 | 2               | 0               |                    | 7                  | 0                  |             | -           | -           | 59     | 3      |
| 2017-2018               | Mitre (SdE)             | PBN                     | 6          | 0          | CA              | 0               | 0               | -                  | -                  | -                  | -           | -           | -           | 6      | 0      |
| 2018-feb. 2019          | Flamurtari Valona       | KS                      | 19         | 2          | CA              | 3               | 0               | -                  | -                  | -                  | -           | -           | -           | 22     | 2      |
| 2019-2020               | Tirana                  | KS                      | 25         | 6          | CA              | 6               | 1               | -                  | -                  | -                  | -           | -           | -           | 31     | 7      |
| 2020-2021               | Tirana                  | KS                      | 24         | 1          | CA              | 1               | 0               | UCL+UEL            | 2+1                | 1+0                | SA          | 1           | 0           | 29     | 2      |
| Totale Tirana           | Totale Tirana           | Totale Tirana           | 49         | 7          |                 | 7               | 1               |                    | 3                  | 1                  |             | 1           | 0           | 60     | 9      |
| Totale carriera         | Totale carriera         | Totale carriera         | 305+1      | 31+0       |                 | 17              | 1               |                    | 28                 | 1                  |             | 2           | 0           | 353    | 33     |

## Palmarès

### Club

#### Competizioni nazionali
- Copa Argentina: 1

Huracán: 2013-2014
- Supercopa Argentina: 1

Huracán: 2014
- Campionato albanese: 1

Tirana: 2019-2020

#### Competizioni regionali
- Eccellenza: 1

Afragolese: 2024-2025 (girone A)